# Neosebastes scorpaenoides
Neosebastes scorpaenoides is een straalvinnige vissensoort uit de familie van schorpioenvissen (Neosebastidae). De wetenschappelijke naam van de soort is voor het eerst geldig gepubliceerd in 1867 door Alphone Guichenot.